# Skwal

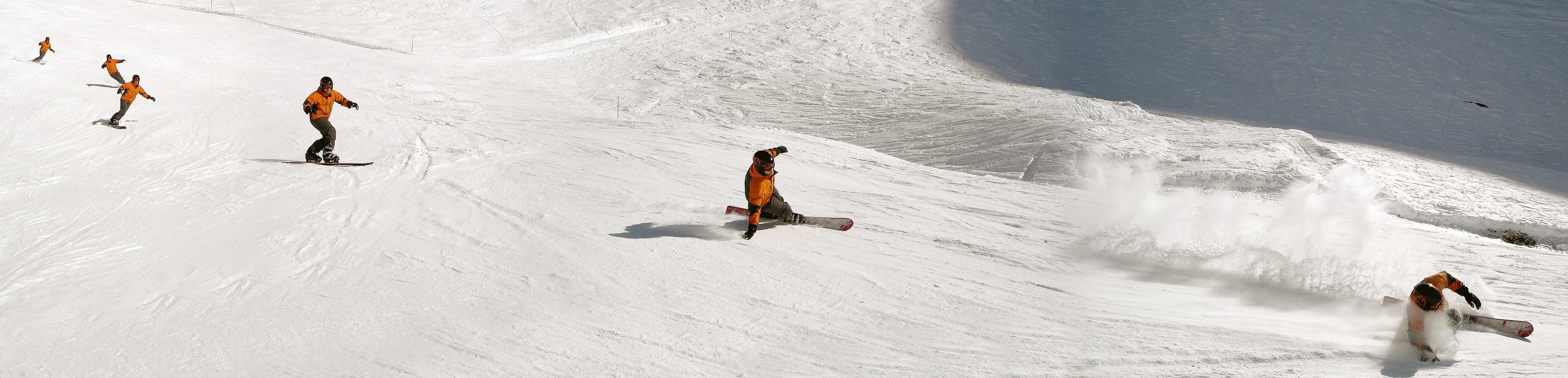
Decomposição de uma viragem em skwal

O skwal é um dos muitos desportos de deslizamento derivados do esqui.
Chama-se skwal à prancha usada para este desporto, e que é similar à prancha de snowboard ou monoesqui, onde os dois pés se encontram presos à mesma prancha. A particularidade da posição do skwal deve-se ao facto de os dois pés estarem um em frente do outro, sobre uma linha que segue a direção da prancha. Esta difere da posição sobre a prancha de snowboard (onde os pés estão em posição transversal em relação à posição da prancha) e sobre um monoesqui (onde os pés estão lado a lado). 
Contrariamente ao praticante de snowboard, o praticante de skwal está de frente na prancha, o que o aproxima da posição do esquiador.